# Monzón (sèrie de televisió)
Monzón és una sèrie de televisió biogràfica i dramàtica argentina emesa per Space, produïda per Buena Vista Original Productions, PampaFilms i l'INCAA, distribuïda per Disney Media Distribution Latin America. Protagonitzada per Jorge Román, Mauricio Paniagua, Carla Quevedo, Paloma Ker, Soledad Silveyra, Diego Cremonesi, Florencia Raggi, Gustavo Garzón i Yayo Guridi, es va estrenar el 17 de juny de 2019 amb doble episodi. Es troba disponible en el catàleg de Netflix.

## Sinopsi
La sèrie segueix la vida famós boxador Carlos Monzón, en diferents etapes de la seva vida. La primera d'elles compte com Carlos (Mauricio Paniagua) va néixer en la humilitat i es va enamorar de la Pelu (Paloma Ker), la seva primera esposa; poc després, mostra el talent en el món de la boxa, coronat com a campió en la categoria de pes mitjà, la qual cosa el va portar a tenir una fama sobtada per a la qual no estava preparat. Carlos (Jorge Román), en la seva adultesa, ja és un esportista retirat i amb greus problemes de violència, per la qual cosa haurà de respondre a la recerca per acusació de l'assassinat de la model uruguaiana Alicia Muñiz (Carla Quevedo), la seva última parella i mare del seu fill petit. A partir d'aquest fet tràgic, el fiscal Parisi (Diego Cremonesi) serà l'encarregat de dur a terme el cas policial que mantindrà en suspens a la societat argentina de l'època i a la resta del món.

## Elenc i personatges

### Principal
- Jorge Román com Carlos Monzón
- Mauricio Paniagua com Carlos Monzón (jove)
- Carla Quevedo com Alicia Muñiz
- Paloma Ker como Mercedes Beatriz García «Pelusa»
- Soledad Silveyra com Alba Calatayud (mare d'Alicia Muñiz)
- Diego Cremonesi com Gustavo Parisi
- Florencia Raggi com Patricia Rosello
- Gustavo Garzón com Roberto De Luca
- Yayo Guridi com Alfredo Herminda (Alberto Olmedo)
- Fabián Arenillas com Amílcar Brusa (entrenador de Monzón)
- Nacho Gadano com «El Turco» (Adrián Martel)
- Belén Chavanne com Leticia Bianchi

### Secundari
- Celeste Cid com Susana Giménez
- Fabian Wolfrom com Alain Delon
- Mariano Chiesa com Tito Lectoure
- Diego Starosta com Gentile
- Rodrigo Pedreira com Fernando Vargas Rissi
- Mex Urtizberea com Pichon
- Lautaro Delgado com Nicolino Locche
- Pablo Sórensen com «Gordillo»
- Lucas Pose com Carlos Raúl Monzón
- Cumelén Sanz com Silvia Monzón
- Atilio Veronelli com «Zorro»
- Andrés Gil com Nino Benvenuti
- Pedro Merlo com «Bocha»
- Alexia Moyano com Luz
- Jean Pierre Noher com «Gordo» Caño
- Martín Seefeld com «El Negro»
- Mario Moscoso com «Comisario Gamarra»
- Martín Banegas com «El Rubio»

### Participacions especials
- Juanma Muniagurria com Gustavo Press.
- Santiago Pedrero com Eduardo, amic de la infància de Carlos
- Federico Salles com Techo
- Anahí Martella com Clelia[4]
- Guido Botto Fiora com Nicoli Periodista
- Jorge Prado com Gitano
- Agustín Monzón (net de Monzón) com Beto
- Daniel Toppino com Sainz
- Facundo Raúl Aquinos com Alcides Monzón, germà de Carlos
- Martín Coggi com Preparador físic de Nino
- Martín Tecchi com Méndez, preparador físic de Carlos
- Susana Varela com Amalia, mare de Carlos
- Adriana Salonia com Jutgessa

## Episodis
| Núm. | Títol                   | Direcció       | Guió                                             | Data d'emissió original |                  |
| ---- | ----------------------- | -------------- | ------------------------------------------------ | ----------------------- | ---------------- |
| 1    | «Primer round»          | Jesús Braceras | Francisco Varone, Leandro Custo y Gabriel Nicoli | 17 de juny de 2019      | 2,21             |
| 2    | «Paloma o gavilán»      | Jesús Braceras | Francisco Varone, Leandro Custo i Gabriel Nicoli | 17 de juny de 2019      | 2,21             |
| 3    | «Las manos»             | Jesús Braceras | Francisco Varone, Leandro Custo i Gabriel Nicoli | 24 de juny de 2019      | Sense determinar |
| 4    | «Dale show»             | Jesús Braceras | Francisco Varone, Leandro Custo i Gabriel Nicoli | 1 de juliol de 2019     | 1,13             |
| 5    | «Creer»                 | Jesús Braceras | Francisco Varone, Leandro Custo i Gabriel Nicoli | 8 de juliol de 2019     | Sense determinar |
| 6    | «Volver»                | Jesús Braceras | Francisco Varone, Leandro Custo i Gabriel Nicoli | 15 de juliol de 2019    | Sense determinar |
| 7    | «El linyera y el dandy» | Jesús Braceras | Francisco Varone, Leandro Custo i Gabriel Nicoli | 22 de juliol de 2019    | Sense determinar |
| 8    | «La Mary»               | Jesús Braceras | Francisco Varone, Leandro Custo i Gabriel Nicoli | 29 de juliol de 2019    | Sense determinar |
| 9    | «La última pelea»       | Jesús Braceras | Francisco Varone, Leandro Custo i Gabriel Nicoli | 5 d'agost de 2019       | Sense determinar |
| 10   | «Fin de fiesta»         | Jesús Braceras | Francisco Varone, Leandro Custo i Gabriel Nicoli | 12 d'agost de 2019      | Sense determinar |
| 11   | «Alicia»                | Jesús Braceras | Francisco Varone, Leandro Custo i Gabriel Nicoli | 19 d'agost de 2019      | Sense determinar |
| 12   | «Contra las cuerdas»    | Jesús Braceras | Francisco Varone, Leandro Custo i Gabriel Nicoli | 26 d'agost de 2019      | Sense determinar |
| 13   | «Día de los enamorados» | Jesús Braceras | Francisco Varone, Leandro Custo i Gabriel Nicoli | 2 de setembre de 2019   | Sense determinar |

## Premis i nominacions
| Llista de premis i nominacions | Llista de premis i nominacions | Llista de premis i nominacions                       | Llista de premis i nominacions                                     | Llista de premis i nominacions | Llista de premis i nominacions | Llista de premis i nominacions |
| Any                            | Organització                   | Categoria                                            | Nominat/a (s)                                                      | Resultat                       | Ref(s)                         |                                |
| ------------------------------ | ------------------------------ | ---------------------------------------------------- | ------------------------------------------------------------------ | ------------------------------ | ------------------------------ | ------------------------------ |
| 2019                           | Premis Produ                   | Millor Sèrie                                         | Monzón                                                             | Guanyador                      | [ 7 ] [ 8 ]                    |                                |
| 2019                           | Premis Produ                   | Millor Tema Musical                                  | «La ilusión» per Sergei Grosny                                     | Nominat                        | [ 7 ] [ 8 ]                    |                                |
| 2019                           | Premis Produ                   | Millor Apertura                                      | Monzón                                                             | Guanyador                      | [ 7 ] [ 8 ]                    |                                |
| 2019                           | Premis Produ                   | Millor Director                                      | Jesús Braceras                                                     | Nominat                        | [ 7 ] [ 8 ]                    |                                |
| 2019                           | Premis Produ                   | Millor Productor                                     | Leonardo Aranguibel, Fernando Barbosa, Pablo Bossi i Agustín Bossi | Nominat                        | [ 7 ] [ 8 ]                    |                                |
| 2019                           | Premis Produ                   | Millor Director de Fotografia                        | Christian Cottet                                                   | Guanyador                      | [ 7 ] [ 8 ]                    |                                |
| 2019                           | Premis Produ                   | Millor Compositor Musical                            | Sergei Grosny                                                      | Guanyador                      | [ 7 ] [ 8 ]                    |                                |
| 2019                           | Premis Produ                   | Millor Actriu                                        | Carla Quevedo                                                      | Nominada                       | [ 7 ] [ 8 ]                    |                                |
| 2019                           | Premis Produ                   | Millor actriu de repartiment                         | Soledad Silveyra                                                   | Nominada                       | [ 7 ] [ 8 ]                    |                                |
| 2019                           | Premis Produ                   | Millor Actor de Repartiment                          | Diego Cremonesi                                                    | Nominat                        | [ 7 ] [ 8 ]                    |                                |
| 2019                           | Premis Produ                   | Millor Actor de Repartiment                          | Gustavo Garzón                                                     | Nominat                        | [ 7 ] [ 8 ]                    |                                |
| 2019                           | Premis Produ                   | Millor Actriu Revelació                              | Paloma Ker                                                         | Nominada                       | [ 7 ] [ 8 ]                    |                                |
| 2019                           | Premis Produ                   | Millor Actor Revelació                               | Mauricio Paniagua                                                  | Nominat                        | [ 7 ] [ 8 ]                    |                                |
| 2019                           | Premis Produ                   | Millor Estratègia de Llançament de Contingut         | Monzón                                                             | Nominat                        | [ 7 ] [ 8 ]                    |                                |
| 2020                           | Premis Platino                 | Millor Minisèrie o Telesèrie                         | Monzón                                                             | Nominat                        | [ 9 ]                          |                                |
| 2020                           | Premis Platino                 | Millor Actor en Minisèrie o Telèserie                | Jorge Román                                                        | Nominat                        | [ 9 ]                          |                                |
| 2020                           | Premis Platino                 | Millor Actor de Repartiment en Minisèrie o Telesèrie | Gustavo Garzón                                                     | Nominat                        | [ 9 ]                          |                                |
| 2020                           | Premis Platino                 | Milor actriu de repartiment en Minisèrie o Telesèrie | Florencia Raggi                                                    | Nominada                       | [ 9 ]                          |                                |
| 2020                           | Premis Carlos Gardel           | Millor Banda sonora de Cinema / Televisió            | Sergei Grosny                                                      | Nominat                        | [ 10 ]                         |                                |
| 2021                           | Premis Martín Fierro           | Millor Ficció                                        | Monzón                                                             | Pendent                        | [ 11 ]                         |                                |
| 2021                           | Premis Martín Fierro           | Millor Actor de Reparto                              | Diego Cremonesi                                                    | Pendent                        | [ 11 ]                         |                                |
| 2021                           | Premis Martín Fierro           | Milor actriu de repartiment                          | Florencia Raggi                                                    | Pendent                        | [ 11 ]                         |                                |